# Пам'ять на магнітних осердях

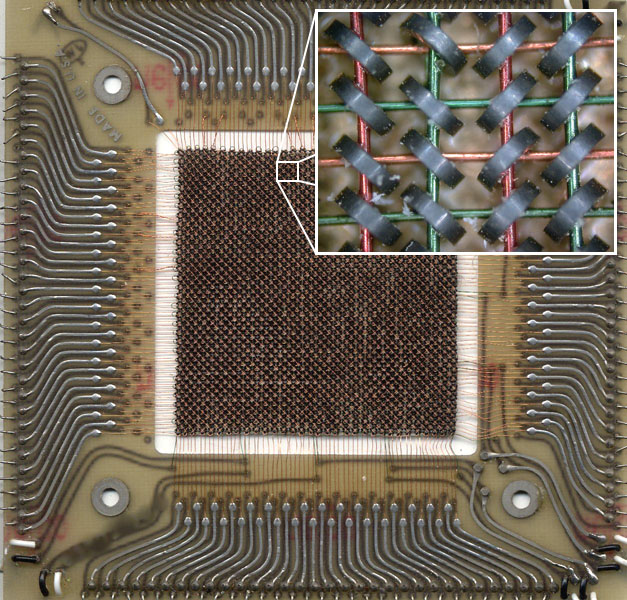
Матриця феритової пам'яті суперкомп'ютера CDC 6600 (1964). Розмір 10,8 × 10,8 см, ємність 4096 біт

Пам'ять на магнітних осердях (англ. magnetic core memory) або феритова пам'ять (англ. ferrite memory) — запам'ятовувальний пристрій, що зберігає інформацію у вигляді направлення намагніченості невеликих феритових осердь, що зазвичай мають форму кільця. Феритові кільця розставлялися в прямокутну матрицю і через кожне кільце проходило, в залежності від конструкції пристрою, що запам'ятовує, від двох до чотирьох проводів для зчитування та запису інформації. Пам'ять на магнітних осердях була основним типом комп'ютерної пам'яті з середини 1950-х і до середини 1970-х років.

## Принцип роботи

X, Y—струм збудження, S—зчитування, Z—заборони

Матриця пам'яті на магнітних осердях

Існувало кілька варіантів пам'яті на магнітних осердях. Нижче описується стандартна схема, що працює за принципом збігу струмів, з кільцеподібними осердями і чотирма провідниками. 
Напрямок намагніченості одного феритового кільця дає змогу зберігати один біт інформації. Через кільце проходять чотири дроти: два дроти збудження X і Y та дріт заборони Z під кутом 45°; дріт зчитування S під кутом 90° до площини кільця. Для зчитування значення біта на дроти збудження подається імпульс струму таким чином, що сума струмів через отвір осердя призводить до того, що намагніченість кільця приймає певний напрям незалежно від того, який напрямок вона мала до цього. Значення біта можна визначити, вимірявши струм на дроті зчитування: якщо намагніченість осердя змінилася, то в дроті зчитування виникає індукційний струм. 
Процес зчитування (як і в трубках Вільямса) руйнує збережену інформацію, отже після зчитування біта його необхідно повторно записати. 
Для запису на дроти збудження подається імпульс струму в зворотному напрямку, і намагніченість осердя змінює напрямок (щодо того, яке вона мала після зчитування). Однак якщо при цьому в іншому напрямку подається струм на дріт заборони, то суми струмів через кільце недостатньо, щоб змінити намагніченість осердя, і вона залишається такою ж, як після зчитування. 
Матриця пам'яті складається з N² кільцеподібних осердів нанизаних на перетині перпендикулярних дротів збудження X1...X n  і Y1 ... Yn. Через всі осердя проплітається один дріт зчитування і один дріт заборони. Матриця дозволяє зчитувати або записувати біти тільки послідовно. 
Силу струму в дротах збудження і матеріал осердя підбирають так, щоб струму через один дріт не вистачило для зміни намагніченості осердя. Це необхідно оскільки на один дріт збудження нанизано кілька десятків осердів, а змінювати напрямок намагніченості потрібно тільки в одному з них. Мінімальна сила струму, яка може змінити намагніченість осердя, залежить від його температури. Виробники комп'ютерної техніки вирішували цю проблему по-різному. Комп'ютери серії PDP фірми DEC регулювали силу струму збудження за допомогою термістора. У комп'ютерах IBM матриці пам'яті поміщалися в повітряну «духовку» або в масляну ванну  в якій підтримувалася постійна висока температура. 
У 1970 у Intel випустила пам'ять DRAM на напівпровідникових мікросхемах. На відміну від пам'яті на магнітних осердях, пам'ять на мікросхемах не вимагала потужного джерела живлення при роботі і копіткої ручної праці при виробництві, а її ємність росла експоненціально згідно із законом Мура. У 1970-х роках пам'ять на магнітних осердях була витіснена з ринку. 
На відміну від напівпровідників, магнітні осердя не боялися радіації і електромагнітного імпульсу, і тому пам'ять на магнітних осердях деякий час продовжували використовувати у військових і космічних системах — зокрема, її використовували в бортових комп'ютерах Шаттлів до 1991 року
Сліди епохи повсюдного розповсюдження феритової пам'яті залишилися в комп'ютерному терміні core dump (букв. «роздруківка вмісту осердя»). У сучасних Unix і Linux-системах так називається файл, в який операційна система для відлагодження зберігає вміст робочої пам'яті процесу.